# بافانيشتي
بافانيشتي (Баваниште) هي مدينة في جوزنو-بانات في مقاطعة فويفودينا في صربيا.
يبلغ عدد سكانها حوالي 5958 نسمة.